# 觔斗雲 (馬)
觔斗雲（英語：Nimble Nimbus），是一匹曾在香港出賽的已退役賽駒，練馬師是姚本輝。

## 簡介
2021年6月26日，「觔斗雲」於香港首次出賽。
2022年1月1日，「觔斗雲」打開其在港的勝利之門。
2024年2月4日，艾兆禮策騎「觔斗雲」勝出國際三級賽百週年紀念銀瓶。賽後，艾兆禮說道：「我認為馬兒『觔斗雲』今仗值得獲勝，牠近仗已跑得相當接近，但始終與頭馬無緣。早前各仗牠的排檔均有點不利，但今仗排位後我看到牠排第五檔，我想：『感謝主，牠今次終於排得好檔。』姚本輝賽前對牠今仗的爭勝機會甚具信心，但他沒有給我任何壓力。他只叮囑我早段輕鬆地讓牠跟跑，可以的話，等待至最後一刻方策牠上前。」練馬師姚本輝說道：「牠是匹了不起的戰馬，此駒出賽時大多所負不遠，無論出爭什麼途程，牠的表現總是十分準繩。我一直認為此駒跑1800米途程頗具威力，與跑馬地相比，沙田的場地及長直路更合牠發揮。上仗牠排得外檔起步，今次排檔形勢相對較佳。」
2024年4月19日，「觔斗雲」獲紐西蘭販馬公司在紐西蘭駐香港總領事館頒發3月至4月「香港星級紐西蘭賽駒」獎項，更由紐西蘭駐港總領事Peter Lund擔任頒獎嘉賓，而紐西蘭販馬公司業務發展總監Mike Kneebone則將印有「觔斗雲」英文名字的外套頒發予馬主及練馬師。
於百週年紀念銀瓶的勝利後，「觔斗雲」再上陣13次，亦能取得2次季軍。2024年2月25日，艾兆禮策騎該駒出戰國際一級賽香港金盃，不敵「浪漫勇士」及「遨遊氣泡」，取得第三名；同年11月17日，該駒改配周俊樂角逐國際二級賽馬會盃，結果不敵「浪漫勇士」、「嘉應傳承」，取得第三名。
2025年7月10日，「觔斗雲」宣告退役，正式結束其競賽生涯。

## 同父馬
曾於香港服役出賽並曾勝出大賽的同父馬包括：
- 速遞奇兵：曾勝出G3 沙田銀瓶（2021）

## 在港勝出賽事全紀錄
| 比賽日期   | 賽事名稱                     | 賽事班次 | 賽道 | 賽事路程 | 比賽馬場   | 名次 | 完成時間 | 騎師   |
| ---------- | ---------------------------- | -------- | ---- | -------- | ---------- | ---- | -------- | ------ |
| 01/01/2022 | 白楊讓賽                     | 第四班   | 草地 | 1600米   | 沙田馬場   | 1    | 1:35.33  | 班德禮 |
| 11/05/2022 | 大城石澗讓賽                 | 第四班   | 草地 | 1650米   | 跑馬地馬場 | 1    | 1:42.24  | 希威森 |
| 05/10/2022 | 香港鄉村俱樂部挑戰盃（讓賽） | 第三班   | 草地 | 1650米   | 跑馬地馬場 | 1    | 1:39.55  | 梁家俊 |
| 15/02/2023 | 荃灣讓賽                     | 第三班   | 草地 | 1650米   | 跑馬地馬場 | 1    | 1:39.61  | 布文   |
| 15/03/2023 | 鴨脷洲讓賽                   | 第三班   | 草地 | 1650米   | 跑馬地馬場 | 1    | 1:39.94  | 布文   |
| 04/02/2024 | 百週年紀念銀瓶（讓賽）       | G3       | 草地 | 1800米   | 沙田馬場   | 1    | 1:47.40  | 艾兆禮 |

## 在港一級賽出賽全紀錄
| 比賽日期   | 賽事名稱         | 賽事班次 | 賽道 | 賽事路程 | 比賽馬場 | 名次 | 完成時間 | 騎師   |
| ---------- | ---------------- | -------- | ---- | -------- | -------- | ---- | -------- | ------ |
| 10/12/2023 | 浪琴香港盃       | G1       | 草地 | 2000米   | 沙田馬場 | 7    | 2:02.69  | 艾兆禮 |
| 25/02/2024 | 花旗銀行香港金盃 | G1       | 草地 | 2000米   | 沙田馬場 | 3    | 2:00.84  | 艾兆禮 |
| 28/04/2024 | 富衛保險女皇盃   | G1       | 草地 | 2000米   | 沙田馬場 | 9    | 2:03.85  | 艾兆禮 |
| 08/12/2024 | 浪琴香港盃       | G1       | 草地 | 2000米   | 沙田馬場 | 9    | 2:01.84  | 艾兆禮 |

## 外部連結
- . 2024-02-04  [2024-02-04]. （原始内容存档于2024-02-06）.